# Mundialito
Mundialito (wörtlich: kleine Weltmeisterschaft, in Deutschland auch Super-WM, Mini-WM oder Goldpokal genannt) war ein vom 30. Dezember 1980 bis zum 10. Januar 1981 in Montevideo (Uruguay) ausgetragenes Fußballturnier. Es wurde anlässlich des 50-jährigen Bestehens der Austragung von Fußball-Weltmeisterschaften durchgeführt. Teilnehmen sollten alle bisherigen Weltmeister. Da England als Weltmeister von 1966 abgesagt hatte, rückte mit den Niederlanden der zweimalige Vize-Weltmeister der beiden vorherigen Weltmeisterschaften nach. Sämtliche Spiele wurden in Montevideo, der Hauptstadt Uruguays, im Estadio Centenario ausgetragen.
Uruguay gewann das Turnier im Finale gegen Brasilien. Die deutsche Mannschaft, die erst am 28. Dezember aus dem europäischen Winter in den tropischen Sommer gereist war, schied ohne Punktgewinn in der Vorrunde aus und musste nach der Rekordserie von 23 Spielen ohne Niederlage die erste Niederlage unter Bundestrainer Jupp Derwall hinnehmen. Im Spiel des amtierenden Europameisters gegen den damaligen Weltmeister Argentinien hatte man bis zur 84. Minute geführt, bevor die Argentinier das Spiel drehten. Das 1:4 gegen Brasilien war die höchste Niederlage nach dem verlorenen Spiel um den dritten Platz bei der WM 1958. Auch gegen Brasilien war Deutschland zunächst in Führung gegangen. Die beiden anderen europäischen Mannschaften konnten ebenfalls kein Spiel gewinnen.

## Teilnehmer
Insgesamt sechs Nationen nahmen an der Mundialito teil. Die Teilnehmer waren:
- Argentinien (Weltmeister 1978)
- Brasilien (Weltmeister 1958, 1962, 1970)
- BR Deutschland (Weltmeister 1954, 1974)
- Italien (Weltmeister 1934, 1938)
- Niederlande (Vize-Weltmeister 1974, 1978)
- Uruguay (Weltmeister 1930, 1950)

## Modus
Die sechs Mannschaften wurden in zwei Gruppen à drei Mannschaften eingeteilt. Nach einem einfachen jeder-gegen-jeden spielten die beiden Gruppensieger im Finale den Turniersieger aus.
| Gruppe A    | Gruppe B       |
| ----------- | -------------- |
| Italien     | Argentinien    |
| Niederlande | Brasilien      |
| Uruguay     | BR Deutschland |

## Spielergebnisse

### Gruppe A
| Pl. | Land        | Sp. | S | U | N | Tore    | Diff. | Punkte |
| --- | ----------- | --- | - | - | - | ------- | ----- | ------ |
| 1.  | Uruguay     | 2   | 2 | 0 | 0 | 004:000 | +4    | 04:0   |
| 2.  | Niederlande | 2   | 0 | 1 | 1 | 001:300 | −2    | 01:30  |
| 2.  | Italien     | 2   | 0 | 1 | 1 | 001:300 | −2    | 01:30  |

|                                                        |   |             |           |
| 30. Dezember 1980                                      |   |             |           |
| Uruguay                                                | – | Niederlande | 2:0 (2:0) |
| Tore: 1:0 Venancio Ramos (31.), 2:0 Victorino (45.)    |   |             |           |
| 3. Januar 1981                                         |   |             |           |
| Uruguay                                                | – | Italien     | 2:0 (0:0) |
| Tore: 1:0 Morales (67., Elfmeter), 2:0 Victorino (81.) |   |             |           |
| 6. Januar 1981                                         |   |             |           |
| Italien                                                | – | Niederlande | 1:1 (1:1) |
| Tore: 1:0 Ancelotti (7.), 1:1 Jan Peters (15.)         |   |             |           |

### Gruppe B
| Pl. | Land           | Sp. | S | U | N | Tore    | Diff. | Punkte |
| --- | -------------- | --- | - | - | - | ------- | ----- | ------ |
| 1.  | Brasilien      | 2   | 1 | 1 | 0 | 005:200 | +3    | 03:10  |
| 2.  | Argentinien    | 2   | 1 | 1 | 0 | 003:200 | +1    | 03:10  |
| 3.  | BR Deutschland | 2   | 0 | 0 | 2 | 002:600 | −4    | 0:40   |

| |   |                |           |
| 1. Januar 1981                                                                                              |   |                |           |
| Argentinien                                                                                                 | – | BR Deutschland | 2:1 (0:1) |
| Tore: 0:1 Hrubesch (41.), 1:1 Kaltz (84., Eigentor), 2:1 Díaz (88.)                                         |   |                |           |
| 4. Januar 1981                                                                                              |   |                |           |
| Brasilien                                                                                                   | – | Argentinien    | 1:1 (0:1) |
| Tore: 0:1 Maradona (30.), 1:1 Edevaldo (47.)                                                                |   |                |           |
| 7. Januar 1981                                                                                              |   |                |           |
| Brasilien                                                                                                   | – | BR Deutschland | 4:1 (0:0) |
| Tore: 0:1 Allofs (54.), 1:1 Júnior (56.), 2:1 Toninho Cerezo (61.), 3:1 Serginho (76.), 4:1 Zé Sérgio (82.) |   |                |           |

### Finale
| Uruguay                                            | Uruguay | Brasilien | Brasilien |
| -------------------------------------------------- | --- | --- | --------- |
| Uruguay                                            | \| 10. Januar 1981 in Montevideo (Estadio Centenario) \| \| Ergebnis: 2:1 (0:0) \| \| Zuschauer: 70.000 \| \| Schiedsrichter: Erich Linemayr ( Österreich) \| | \| 10. Januar 1981 in Montevideo (Estadio Centenario) \| \| Ergebnis: 2:1 (0:0) \| \| Zuschauer: 70.000 \| \| Schiedsrichter: Erich Linemayr ( Österreich) \| | Brasilien |
| Uruguay                                            | Rodríguez - Diogo, Olivera, De León, Martínez - Krasouski, De La Peña (36. Jorge Barrios), Paz - Ramos, Waldemar Victorino, Morales                           | João Leite - Edevaldo, Oscar, Luizinho, Júnior - Batista, Toninho Cerezo, Paulo Isidoro - Tita (51. Serginho), Sócrates , Zé Sérgio (81. Éder)                | Brasilien |
| Uruguay                                            | 1:0 Barrios (50.) 2:1 Victorino (80.) | 1:1 Sócrates (62.) | Brasilien |
| 10. Januar 1981 in Montevideo (Estadio Centenario) | | |           |
| Ergebnis: 2:1 (0:0)                                | | |           |
| Zuschauer: 70.000                                  | | |           |
| Schiedsrichter: Erich Linemayr ( Österreich)       | | |           |

## Torschützen
| Rang | Spieler | Tore |
| ---- | --- | ---- |
| 1    | Victorino (URU) | 3    |
| 2    | Díaz, Maradona (ARG), Edevaldo, Júnior, Serginho, Sócrates, Toninho Cerezo, Zé Sérgio (BRA), Allofs, Hrubesch (DEU), Peters (NIE), Ancelotti (ITA), Barrios, Morales, Ramos (URU), Kaltz (Eigentor für Argentinien) | 1    |

## Der deutsche Kader
Anzahl der Einsätze in Klammern.
- Tor: Eike Immel (0) – Toni Schumacher (2)
- Abwehr: Hans-Peter Briegel (2) – Bernard Dietz (2) – Karlheinz Förster (2) – Wilfried Hannes (0) – Manfred Kaltz (2) – Kurt Niedermayer (0)
- Mittelfeld: Karl Allgöwer (1) – Rainer Bonhof (2) – Wolfgang Dremmler (1) – Felix Magath (2) – Hansi Müller (2) – Mirko Votava (1)
- Angriff: Klaus Allofs (2) – Ronald Borchers (0) – Horst Hrubesch (1) – Karl-Heinz Rummenigge (2)
- Trainer: Jupp Derwall

Für Wolfgang Dremmler war das Spiel gegen Brasilien das Debüt in der Nationalmannschaft, für Rainer Bonhof und Mirko Votava waren es die letzten Einsätze. Auch der nicht eingesetzte Kurt Niedermayer kam danach zu keinem weiteren Länderspieleinsatz. Acht Spieler des Kaders standen 18 Monate später im WM-Finale.
- siehe auch: Mundialito/Deutschland

## Kader der anderen Teams
- Italienischer Kader: Mundialito/Italien
- Brasilianischer Kader: Mundialito/Brasilien
- Argentinischer Kader: Mundialito/Argentinien
- Niederländischer Kader: Mundialito/Niederlande
- Uruguayischer Kader: Mundialito/Uruguay